# Sekretarze generalni Węgierskiej Socjalistycznej Partii Robotniczej
Funkcję sekretarza generalnego Węgierskiej Socjalistycznej Partii Robotniczej (do 1956 Węgierskiej Partii Pracujących) pełnili:
| Osoba | Osoba                     | Osoba   | Okres                | Okres                | Partia polityczna                          |
| #     | Imię i nazwisko           | Zdjęcie | Od                   | Do                   | Partia polityczna                          |
| ----- | ------------------------- | ------- | -------------------- | -------------------- | ------------------------------------------ |
| 1     | Mátyás Rákosi (1892–1971) |         | 23 lutego 1945       | 18 lipca 1956        | Węgierska Partia Pracujących               |
| 2     | Ernő Gerő (1898–1980)     |         | 18 lipca 1956        | 25 października 1956 | Węgierska Partia Pracujących               |
| 3     | János Kádár (1912–1989)   |         | 25 października 1956 | 27 maja 1988         | Węgierska Socjalistyczna Partia Robotnicza |
| 4     | Károly Grósz (1930–1996)  |         | 27 maja 1988         | 7 października 1989  | Węgierska Socjalistyczna Partia Robotnicza |